# 小返しの五本鑓
小返しの五本鑓（こがえしのごほんやり）は、慶長5年（1600年）の関ヶ原の戦いにおける島津氏の敵中突破退却戦の際、下馬して踏み止まり奮戦した島津義弘の家臣5人を顕彰した呼称。

## 該当者
- 川上忠兄（1561年 - 1622年）：川上忠智の次男
- 川上久智（生没年不詳） ：川上忠智の三男
- 川上久林（1576年 - 1625年）：川上忠智の長男・忠堅の嫡子
- 押川公近（1571年 - 1629年）：後に平田増宗を上意討ちした一人
- 久保之盛（生年不詳 - 1647年）：久保之英の先祖